# Мишлен, Франсуа
Франсуа́ Мишле́н (фр. François Michelin; 15 июня 1926, Клермон-Ферран, департамент Пюи-де-Дом, Франция — 29 апреля 2015, там же) — владелец и управляющий компании Michelin — крупнейшего мирового производителя шин. Внук основателя компании Эдуара Мишлена (старшего) (1859—1940), сын Этьена Мишлена (1898—1932), отец Эдуара Мишлена (младшего) (1963—2006).

## Биография
Франсуа лишился матери в 10 лет. Через четыре года после этого умер также его отец, после чего сирота воспитывался у тётки в Савойе, а семейной компанией управлял дядя Франсуа Робер Пюизё.
В 1951 году Франсуа Мишлен начал работать в семейном бизнесе. Однако первые четыре года он работал инкогнито, под чужим именем — начав с простого рабочего, торгового представителя и начальника цеха. Это позволило ему понять особенности технологии производства шин и работу предприятия гораздо лучше, чем это можно было бы сделать иным способом. В 1955 стал соуправляющим компании (совместно с Робером Пюизё). В возрасте 29 лет, получив математическое образование, Франсуа Мишлен стал единоличным управляющим компанией и остался в этом качестве вплоть до 1991 года, когда его сын Эдуар стал соуправляющим. Франсуа Мишлен называл себя в компании «главным после Бога». Окончательно покинул управление в 2002 году, проработав, таким образом, в фирме в течение 51 года.
За время руководства компанией Франсуа Мишлену удалось поднять фирму с № 10 в мировой классификации до № 1. Заводы Michеlin при Франсуа Мишлене строились на всех континентах, на момент его ухода в компании работало 110 тысяч человек, у неё было 70 заводов в 18 странах, годовое производство составляло 176 миллионов шин. Благодаря покупке американского производителя шин BF Goodrich удаётся также увеличить поставки шин на крупнейший в мире американский рынок, доведя свою долю с 10 % до 25 %. Компания Michelin при нём выпускала шины для всех видов транспорта: легковых автомобилей, грузовиков, сельскохозяйственной техники, поездов метро; на американских космических челноках стоят шины группы Michelin.
В начале карьеры Франсуа Мишлена крупнейшие на тот момент производители шин не желали производить в три раза более долговечные радиальные шины, изобретённые Мириусом Миньолем, полагая, что чем чаще потребители вынуждены покупать новые шины, тем лучше для бизнеса. Однако Франсуа Мишлен не считал, что тактическая цель важнее стратегической — он запустил производство новинки на своём заводе, что помогло компании вырваться в лидеры.
К 1980-м годам компания переживала сложные времена — мировой нефтяной кризис сократил автомобильные перевозки, потребление шин также упало. Количество занятых в компании за 20 лет сократилось с 30 до 15 тысяч человек. В 1982 году Michelin была вынуждена из семейной компании превратиться в открытое акционерное общество, но это также позволило ей подняться выше в мировой табели о рангах.
В 2002 году Франсуа покинул пост президента компании, передав дела своему сыну Эдуару, но тот погиб в 2006 году, утонув на рыбалке.
Франсуа Мишлен называл себя «грязным капиталистом» — он выступал против сокращения рабочей недели до 35 часов и других послаблений профсоюзам. Он считал себя христианином, либералом и сторонником свободы предпринимательства. Он обвинял правительство в том, что ему приходится из-за высоких налогов открывать производства в других странах, вместо того чтобы поставлять на мировой рынок шины, изготовленные во Франции.
После своей отставки поселился в скромном доме престарелых, управляемом католической церковью. Скончался 29 апреля 2015 года в возрасте 88 лет в своём родном Клермон-Ферране.